# Silvanoprus
Silvanoprus es un género de coleóptero de la familia Silvanidae.

## Especies
Las especies de este género son:
- Silvanoprus angusticollis
- Silvanoprus birmanicus
- Silvanoprus cephalotes
- Silvanoprus desaegeri
- Silvanoprus distinguendus
- Silvanoprus fagi
- Silvanoprus feae
- Silvanoprus frater
- Silvanoprus indicus
- Silvanoprus insidiosus
- Silvanoprus longicollis
- Silvanoprus nepalensis
- Silvanoprus orientalis
- Silvanoprus palnicus
- Silvanoprus parallelocollis
- Silvanoprus porrectus
- Silvanoprus prolixicornis
- Silvanoprus scuticollis
- Silvanoprus sikhotensis
- Silvanoprus tenuicollis